# Gerard Christopher

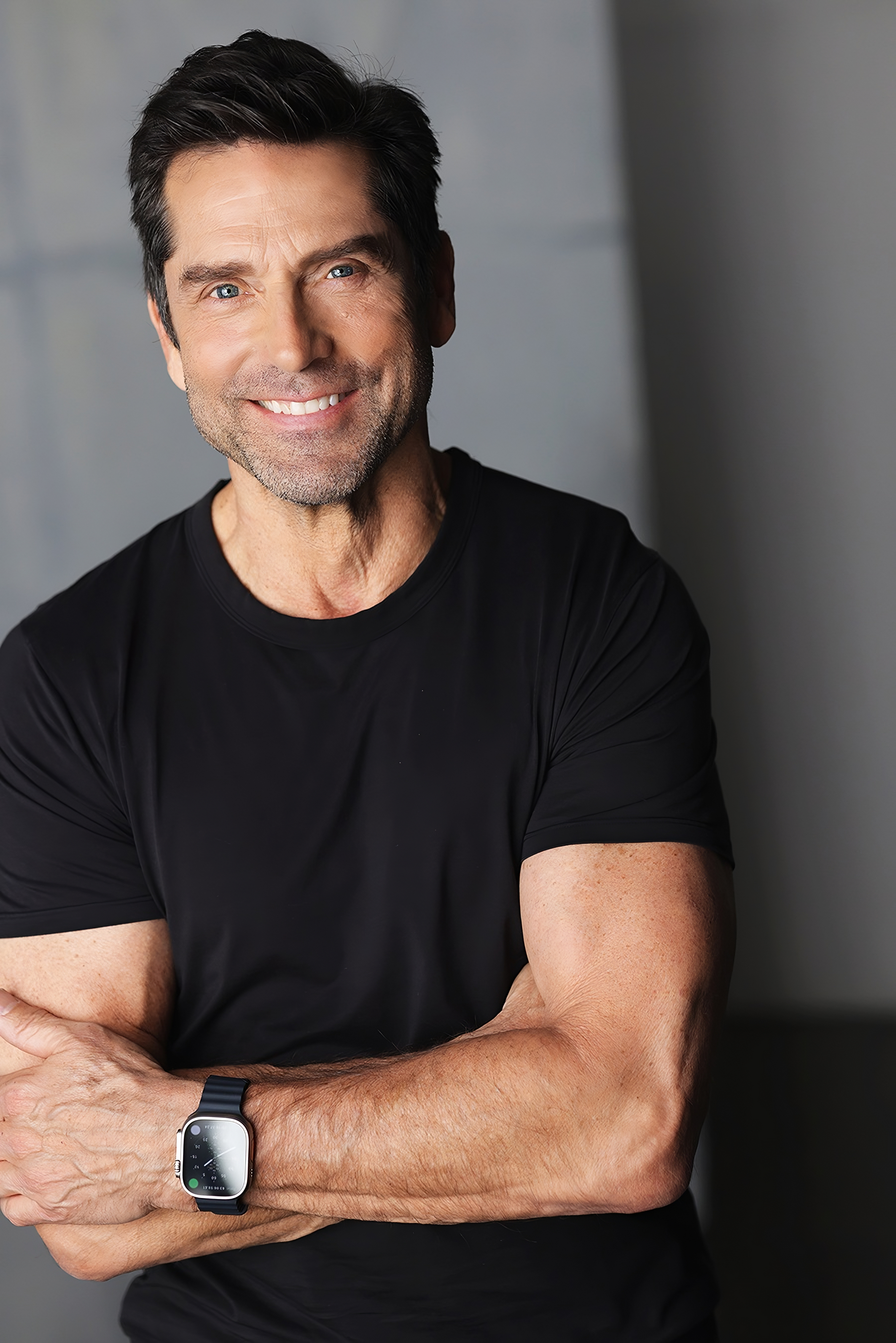
Gerard Christopher (2023)

Gerard Christopher, bürgerlich Jerry DiNome (* 11. Mai 1959 in New York City) ist ein US-amerikanischer Schauspieler.
Der 1,84 Meter große Christopher wirkte in vielen TV- und Kinoproduktionen mit. Seine bekannteste Rolle hatte er zwischen 1989 und 1992 als jugendlicher Clark Kent in der Serie Superboy. Danach war er ebenfalls im Gespräch für die Titelrolle in der Serie Superman – Die Abenteuer von Lois & Clark, wurde jedoch von dem Produzenten abgelehnt, da man für die Rolle ein unverbrauchtes Gesicht benötige. Die Rolle ging schließlich an Dean Cain. Die Schauspielkarriere von Christopher kam nach der Jahrtausendwende weitgehend zum Erliegen.

## Filmografie
- 1984: Welcome to Paradise (Fernsehfilm)
- 1985: Tomboy – Junge, was für ein Mädchen (Tomboy)
- 1986: Teuflische Klasse (Dangerously Close)
- 1989–1992: Superboy (Fernsehserie, 74 Folgen)
- 1993: Palm Beach-Duo (Silk Stalkings, Fernsehserie, Folge 2x19 Scharlatane)
- 1994: Melrose Place (Fernsehserie, Folge 2x25 Die zwei Mancini-Frauen)
- 1994: Die Geächteten (Guns of Honor, Fernsehfilm)
- 1994: Rebel Rousers
- 1996: Zeit der Sehnsucht (Days of Our Lives, Fernsehserie, 3 Folgen)
- 1997–1999: Sunset Beach (Fernsehserie, 23 Folgen)
- 1999: Zwei durch dick und dünn (The First of May)
- 2002: The Agency – Im Fadenkreuz der C.I.A. (The Agency, Fernsehserie, Folge 2x02)
- 2013: General Hospital (Fernsehserie, eine Folge)